# Stazione meteorologica di Longarone Fortogna
La stazione meteorologica di Longarone Fortogna è la stazione meteorologica di riferimento relativa all'omonima località del territorio comunale di Longarone.

## Coordinate geografiche
La stazione meteorologica è situata nell'Italia nord-orientale, nel Veneto, in provincia di Belluno, nel comune di Longarone, in località 'Fortogna, a 435 metri s.l.m. e alle coordinate geografiche 46°14′N 12°17′E.

## Dati climatologici
Secondo i dati medi del trentennio 1961-1990, la temperatura media del mese più freddo, gennaio, si attesta a -0,3 °C, mentre quella del mese più caldo, luglio, è di +20,2 °C .
Mediamente si conta un solo giorno all'anno con temperatura massima uguale o superiore ai +30 °C, mentre si contano 85 giorni di gelo all'anno.
| Longarone Fortogna              | Mesi | Mesi | Mesi | Mesi | Mesi | Mesi | Mesi | Mesi | Mesi | Mesi | Mesi | Mesi | Stagioni | Stagioni | Stagioni | Stagioni | Anno |
| Longarone Fortogna              | Gen  | Feb  | Mar  | Apr  | Mag  | Giu  | Lug  | Ago  | Set  | Ott  | Nov  | Dic  | Inv      | Pri      | Est      | Aut      | Anno |
| ------------------------------- | ---- | ---- | ---- | ---- | ---- | ---- | ---- | ---- | ---- | ---- | ---- | ---- | -------- | -------- | -------- | -------- | ---- |
| T. max. media (°C)              | 3,2  | 5,9  | 10,3 | 14,5 | 18,3 | 22,7 | 24,7 | 24,2 | 21,0 | 15,4 | 9,4  | 5,1  | 4,7      | 14,4     | 23,9     | 15,3     | 14,6 |
| T. min. media (°C)              | −3,7 | −1,5 | 2,0  | 6,3  | 9,9  | 13,7 | 15,6 | 14,8 | 12,3 | 7,8  | 2,3  | −1,1 | −2,1     | 6,1      | 14,7     | 7,5      | 6,5  |
| Giorni di calura (Tmax ≥ 30 °C) | 0    | 0    | 0    | 0    | 0    | 0    | 1    | 0    | 0    | 0    | 0    | 0    | 0        | 0        | 1        | 0        | 1    |
| Giorni di gelo (Tmin ≤ 0 °C)    | 27   | 18   | 9    | 1    | 0    | 0    | 0    | 0    | 0    | 1    | 10   | 19   | 64       | 10       | 0        | 11       | 85   |